# Abu Hafs Umar al-Iqritishi
Umar ibn Hafs ibn Shuayb ibn Isa al-Balluti (n. Pedroche - f. 855), más conocido como Abu Hafs (أبو حفص, en griego Ἀπόχαψ[ις], Apochaps[is]), fue el líder de un grupo de refugiados de al-Ándalus que consiguieron conquistar la ciudad de Alejandría y, tras ser expulsados por el Califato abasí, tomaron el control de la isla de Creta, convirtiéndose Abu Hafs en el primer emir de Creta.
Su apodo al-Balluti era una clara referencia a Fahs al-Ballut, en castellano el «Llano de las Bellotas», denominación islámica de Pedroche y su comarca, de donde era oriundo.

## Orígenes
Las fuentes bizantinas e islámicas afirman que Abu Hafs era el líder de un grupo de refugiados de al-Ándalus, quienes habían desembarcado y conquistado la isla de Creta. Estos andalusíes eran los supervivientes de la Revuelta del Arrabal, una fallida rebelión contra el emir de Córdoba al-Hakam I en 818. Tras su fracaso, los ciudadanos del arrabal de Saqunda fueron exiliados en masa: algunos se asentaron en Fez, aunque, alrededor de 10.000 personas, se hicieron piratas y consiguieron conquistar Alejandría hasta 827. El general abasí Abdalah ibn Tahir les expulsó de la ciudad, lo que influyó en que decidieran conquistar la isla de Creta.

## Conquista de Creta

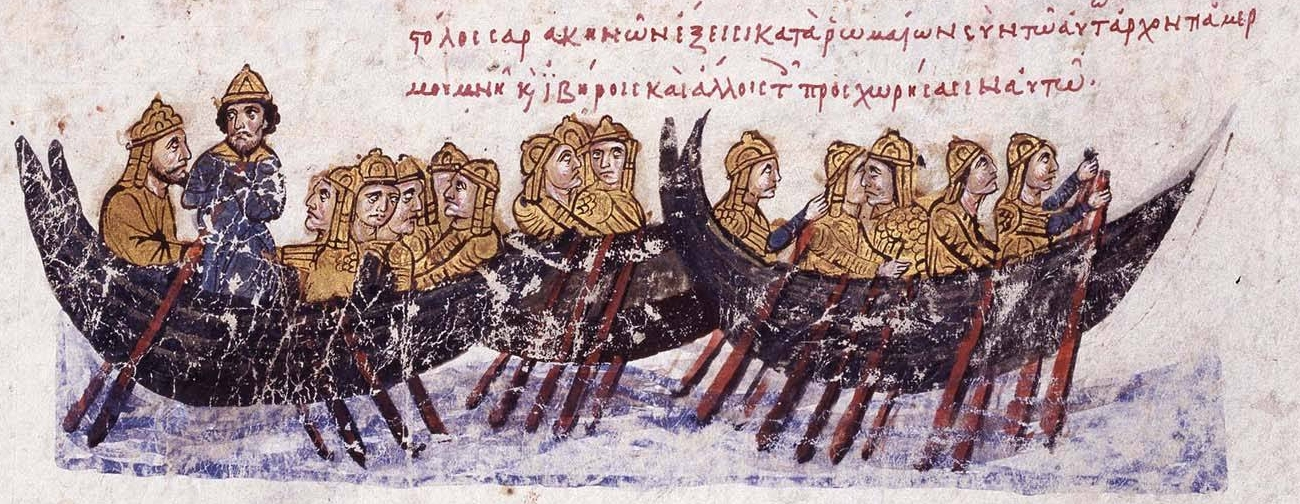
Los exiliados andalusíes en su camino a Creta, según el Skylitzes Matritensis.

En algún momento de la segunda mitad del reinado del emperador bizantino Miguel II (820-829), los andalusíes atracaron en Creta y comenzaron su conquista. Según las fuentes musulmanas, se indica el año 827 o 828, tras la expulsión de los andalusíes de Alejandría, sin embargo, las fuentes bizantinas indican que el desembarco se produjo tras la revuelta de Tomás el Eslavo (821-823), lo que hizo que sus defensas navales estuvieran mermadas.
Según los acuerdos alcanzados con el general Ibn Tahir, los andalusíes y sus familias abandonaron Alejandría en 40 barcos. El historiador Warren Treadgold estima que pudieron ser unas 12.000 personas, de las cuales 3.000 serían guerreros. Según algunos historiadores, los andalusíes ya habían saqueado Creta en el pasado. El lugar del desembarco se desconoce, aunque algunos estudiosos creen que pudo ser en la costa norte, en la bahía de Suda o cerca de donde se construiría su capital y fortaleza, Chandax (rabḍ al-kḫandaq), mientras que otros afirman que fue en la costa sur y se trasladaron hasta los sectores interiores con más población.

## Emir de Creta

El Emirato de Creta en su máxima expansión.

Abu Hafs fue el encargado de la construcción de Chandax, adonde los andalusíes trasladaron la capital desde Gortina, consolidando el gobierno islámico en la isla y rechazando las primeras incursiones bizantinas para recuperar la isla a manos de los generales Photeinos y Krateros. Abu Hafs reconoció la soberanía del Califato abasí, aunque gobernó de manera independiente como emir.
Los andalusíes también ocuparon algunas islas del archipiélago de las Cícladas en estos primeros años. El almirante Ooryphas del monarca Miguel II evitó la conquista islámica de las Islas Egeas, aunque fracasó intentando recuperar Creta. El emperador Teófilo (829-842) mandó varias misivas al emir de Córdoba Abderramán II para atacar juntos a los exiliados andalusíes, aunque no llegó a nada y Abu Hafs consiguió destruir una flota imperial en Tasos, permitiendo la piratería en el Egeo. Los andalusíes llegaron a atacar Eubea (835-40), Lesbos (837) y las costas del Thema Tracesiano, donde destruyeron el monasterio principal del monte Latros, aunque sufrieron una gran derrota a manos del strategos local Constantine Kontomytes.
Tras la muerte de Teófilo en 842, el regente y logoteta Teoctisto puso en marcha y lideró una nueva expedición para recuperar Creta. A pesar de que tuvieron éxito ocupando la mayor parte de la isla, Teoctisto tuvo que abandonar al ejército, ya que se estaban produciendo trifulcas internas en Constantinopla, y las tropas remanentes fueron masacradas por las fuerzas islámicas.
Según las monedas encontradas, parece que Abu Hafs murió en 855 y fue sucedido por su hijo, Shu'ayb.